# Camponotus semirufus
Camponotus semirufus är en myrart som beskrevs av Carlo Emery 1925. Camponotus semirufus ingår i släktet hästmyror, och familjen myror. Inga underarter finns listade.